# 朱宏嘉
朱宏嘉（1970年9月23日—），男，回族，四川南充人，中国影视演员。

## 生平
毕业于中央戏剧学院表演系。
與已逝之還珠格格中香妃扮演者劉丹為摯友。

## 作品
代表作《还珠格格II》、《杜鹃的女儿》、《滇西往事》、《新闺蜜时代》、《武林外史》以及《覆流年》等。